# Parastenocaris savita
Parastenocaris savita is een eenoogkreeftjessoort uit de familie van de Parastenocarididae. De wetenschappelijke naam van de soort is voor het eerst geldig gepubliceerd in 2001 door Reddy.